# 陸羽地震
陸羽地震（りくうじしん）は、1896年（明治29年）8月31日午後5時06分27秒に、秋田県と岩手県の県境にある真昼山地の直下（北緯39度30分 東経140度42分 / 北緯39.5度 東経140.7度）で発生した逆断層型の内陸直下型地震（大陸プレート内地震）である。
マグニチュード（M）は7.2、2008年（平成20年）の岩手・宮城内陸地震と並ぶ東北地方最大規模の直下型地震。震源は10キロメートルより浅く、震源地付近で震度6、一部では震度7の揺れがあったと推定されている。被害は、横手盆地の内部と東側の山地に集中し、仙北郡の千屋・長信田・畑屋・飯詰・六郷などの集落では、全戸数の7割以上が全半壊した。全体では、死者209人、負傷者779人、家屋全壊5,792戸、半壊3,045戸、山崩れ9,899箇所に及ぶ。

## 地震断層
この地震は秋田県と岩手県の県境付近に南北方向に延びる横手盆地北部の東縁に位置する横手盆地東縁断層帯（白岩（しらいわ）・六郷断層群と、この断層群の東側に並行する川舟断層）が活動し、地表には千屋断層や川舟断層などいくつかの断層が出現した。横手市の千屋では、せり上がった逆断層の上盤が崩れて、子ども5人が生き埋めになる被害も発生している。
その後の調査により、田沢湖町（現 仙北市）から六郷町（現 美郷町）に至る約30キロメートルの区間で地震断層の千屋断層が確認された。それによると、田沢湖町の生保内（おぼない）断層、角館町（現 仙北市）から中仙町（現 大仙市）にかけての白岩断層、太田町（現 大仙市）の太田断層、千畑町（現 美郷町）の千屋断層が垂直に最大3.5メートル変位（東側が上昇）した。また、岩手県和賀郡沢内村（現 西和賀町）の川舟断層でも西側が最大で2メートル上昇している。

## 誘発地震
約2か月半前の6月15日に発生した明治三陸地震の影響を受け、その震源域および余震域から離れた地域で発生した誘発地震と考えられている。また、1891年の濃尾地震との関連性を指摘する研究がある。